# SkyHook JHL-40
SkyHook JHL-40 — проект гибридного дирижабля.

## История
9 июля 2008 года Boeing представил Скайхук — гибридный дирижабль, разработанный совместно с канадской компанией SkyHook International Inc.. С 2009 года дальнейшие пресс-релизы не публикуются, и Skyhook International Inc. отказалась от регистрации доменного имени с 2010 года (как показывает интернет-архив).
Аппарат был задуман как сочетающий в себе лучшие характеристики дирижабля и вертолёта с возможностью перемещать 40 т груза на расстояние до 320 км, дальность полёта без груза планировалась до 1300 км. Для аэростатической разгрузки планировалось использовать гелий в оболочке дирижабля. Это могло обеспечить подъем массы конструкции аппарата, а использование четырёх силовых установок с вертолётными винтами было призвано обеспечить подъём груза и управляемый полёт аппарата. Эта схема позволяет избежать использования балластировки аппарата (иначе пришлось бы выпускать часть гелия в процессе разгрузки и, соответственно, облегчения аппарата с его взмыванием).
Аппарат сравнивали с грузовым вертолётом Boeing CH-47 Chinook, который при перевозках на то же расстояние может доставлять не более 10 т. Кроме того, прогнозировалось использование меньших объемов сжигаемого топлива, что стало бы экологическим преимуществом по сравнению с традиционными методами доставки грузов по воздуху. Так же не потребуется строить дороги в неосвоенных местах.
JHL-40, или Jess Heavy Lifter, назван в честь Пита Джесса (англ. Pete Jess), главного операционного директора SkyHook International Inc., которой принадлежит патент на аппарат.
Boeing планировал разработать и изготовить серийный прототип SkyHook HLV в 2014 году. Однако 13 сентября 2010 года Financial Times Deutschland сообщила, что проект был остановлен, поскольку не удалось найти источники финансирования (необходимо было до 100 млн. долларов).